# Gens Cicereya
La gens Cicereya (en latín: Cicereia) fue una familia romana durante la época de la República. Es conocida sobre todo por un solo individuo, Cayo Cicereyo, el escriba o secretario, de Escipión el Africano, que fue elegido pretor en 173 a. C. Obtuvo la provincia de Cerdeña, pero fue ordenado por el Senado para llevar a cabo la guerra en Córcega. Después de derrotar a los corsos, a Cicereyo se le negó su solicitud de triunfo, y celebró uno en el monte Albán por su cuenta. Fue nombrado embajador de Gencio, rey de los ilirios en 172 y 167 a. C.

## Origen
El nomen Cicereyo probablemente se deriva de la misma raíz que el cognomen Cicerón, un apellido de las gens Claudia y Tulia. Parecen estar conectados con cicer, garbanzo, y pueden indicar que los antepasados de estas familias se dedicaron al cultivo de esa planta. Nombres similares incluyen Bulbo, Fabio, Léntulo, Piso y Tubero.